# Marx & Coca Cola
Marx & Coca Cola ist ein deutscher Fernseh-Zweiteiler von Hartmut Griesmayr aus dem Jahr 1991. Helmut Zierl und Birge Schade sind in den Hauptrollen besetzt.

## Handlung
Der Hamburger Manager Martin Baerwald arbeitet erfolgreich als Immobilienmakler und unternimmt in dieser Position eine Geschäftsreise ins Mecklenburger Land. Bis er im strömenden Regen schließlich in der Nähe eines verfallenen Bauerngehöfts mit dem Auto stecken bleibt, werden die Straßen immer holpriger und die Schlaglöcher tiefer. Anna Endrich, eine resolute junge Bäuerin, seine Rettung in der Not. Als deren Großeltern ihn bitten, für die Nacht zu bleiben, ist Martin von dem Charme Annas sehr angetan und willigt der Einladung gerne ein. Zurück in Hamburg, fängt er bald an, Anna zu vermissen. Martin buhlt weiter um Annas Gunst, punktet dabei eher bei deren kleinen Schwester Ines.

## Produktionsnotizen
Für die Produktion Marx & Coca Cola zeichneten die Ziegler Film verantwortlich. Die Redaktion lag bei Siegfried Kienzle und Erna Maria Langer. Die Erstausstrahlung erfolgte 1991 im ZDF.